# Charles-Auguste Fraikin
Charles-Auguste Fraikin (14. juni 1819 i Herentals ved Antwerpen – 22. november 1893 i Schaerbeek ved Bryssel) var en belgisk billedhugger. 
Efter i sin ungdom at have studeret malerkunst på Akademiet i Bryssel og senere virket som læge uddannede han sig på
Akademiet i billedhuggerfaget og lagde grunden til sin store anseelse i sit hjemland med statuen "Venus med duen" (1848); 1846—47 var han i Italien. 
Blandt hans kendte værker må nævnes: "Den fangne Amor", den graciøse gruppe "Amor og Psyche", statuerne "Maria", "Uskylden" (1850), "Psyche begræder Amor" (1851), dronningen af Belgiens gravmæle i Peter- og Pauls-kirken i Ostende (1858, et af hans hovedværker), bronzegruppen Egmont og Hoorn på den lille Zaavelplads i Bryssel (1864), Quételets marmorstatue i Bryssel m. v. 